# Eudromia intermedia
Eudromia intermedia — викопний вид безкілевих птахів родини Тинамові (Tinamidae). Вид існував у пліоцені. Скам'янілі рештки знайдені в Аргентині.

## Див.також
- Список викопних птахів